# Cmentarz w Sierakowie
Cmentarz parafialny w Sierakowie – rzymskokatolicki cmentarz należący do parafii pw. NMP Niepokalanie Poczętej w Sierakowie, mieszczący się przy ul. Daszyńskiego i ul. Cmentarnej.

## Historia
Na przełomie XVIII/XIX wieku  powstała konieczność przeniesienia cmentarza parafialnego zajmującego część dzisiejszego rynku. Kazimierz Grzybowski podaje: "W 1801 r. Józefa Bnińska postanowiła podarować ziemię przy szosie kwileckiej w Borku Jaroszewskim na cmentarz dla Religji Rzymsko-Katolickiej. Na proponowane miejsce nie godzi się ówczesny proboszcz gdyż miejsce znajduje się w okolicy nieprzyjemnej, w sąsiedztwie rakarni i szubienicy, powiązane z lasem, gdzie grasuję wilcy i inne bestie, a ponadto oprócz parafjalnego istnieje drugi cmentarz [...] zupełnie za miastem gdzie po dzis dzień chowają się ludzie ubodzy z miasta i ze wsi" (cmentarz ten istniał na zachodnich krańcach Sierakowa, niedaleko szpitala ewangelickiego, w miejscu, gdzie niegdyś stał kościół Św. Ducha). Władze argumentów księdza nie uznały i nakazały przeniesienie cmentarza. Mieszkańcy kupili więc grunt przy Górskiej Drodze (dzisiejsza ul. Daszyńskiego) i tam założono nowy cmentarz, który jest czynny do dziś. Obok znajdował się również cmentarz ewangelicki. Stary cmentarz parafialny uległ ostatecznej likwidacji po pożarze miasta w 1817 r. Teren cmentarza oraz miejsce spalonego kościoła parafialnego połączono z rynkiem nadając mu dzisiejszy kształt i rozmiary.

## Zabytki

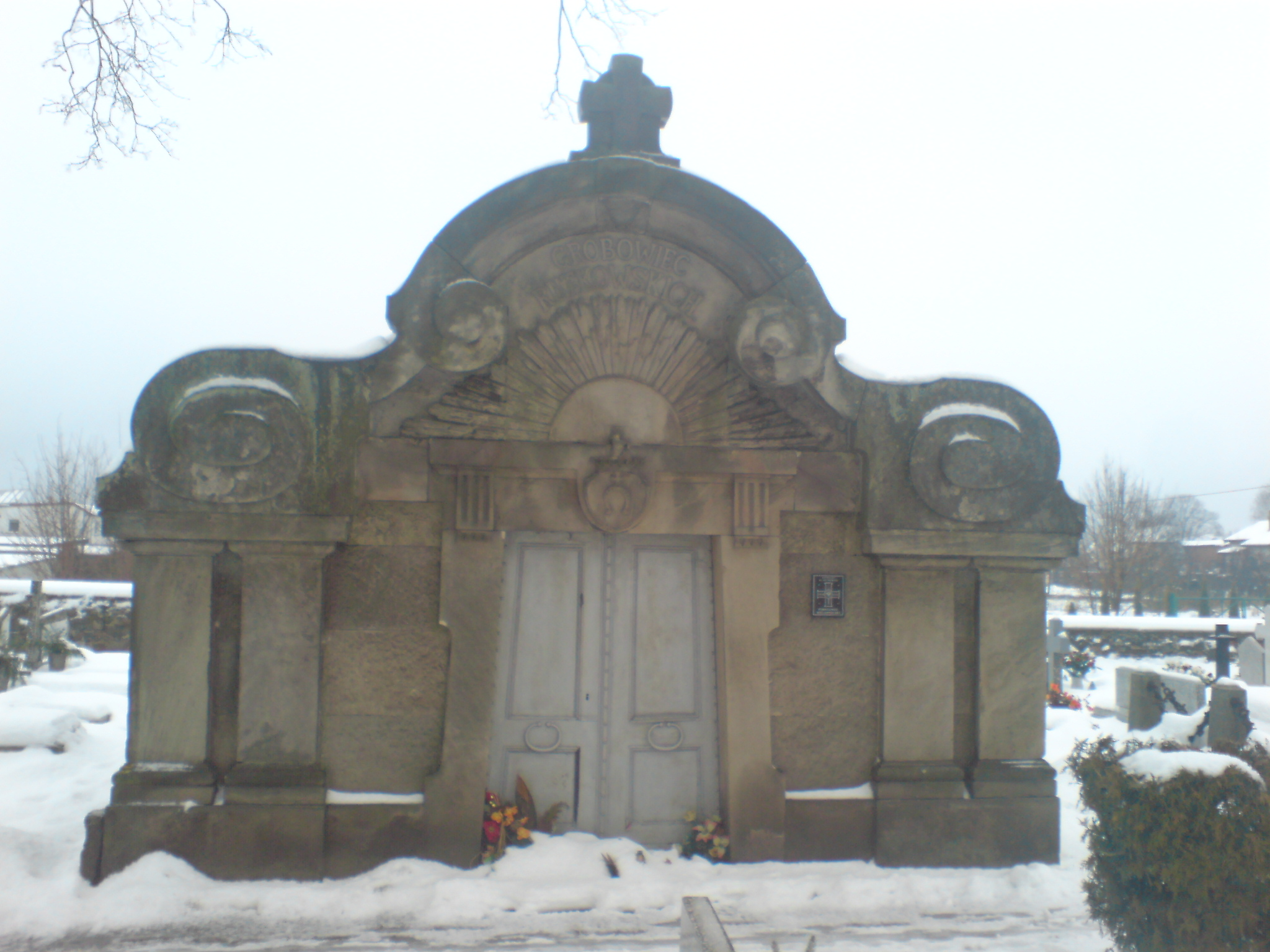
Grobowiec Rutkowskich

- Grobowiec rodziny Rutkowskich[1] – ceglany grobowiec z 2 poł. XIX wieku rodu Rutkowskich, położony około 70 m od głównej bramy wejściowej.
- Ogrodzenie z bramą[2] – zbudowany z cegły lub kamienia mur z bramą z 3 ćwierci XIX wieku. Brama znajduje się przy ul. Daszyńskiego naprzeciwko starego młyna.